# Partido Comunista da República Popular de Donetsk
O Partido Comunista da República Popular de Donetsk (em russo: Коммунистическая партия Донецкой Народной Республики) é um partido político da República Popular de Donetsk, estado não-reconhecido no leste da Ucrânia:
O partido foi fundado em Outubro de 2014, tendo sido o primeiro partido fundado na República Popular de Donetsk. O seu líder, desde da sua fundação, é Boris Litvinov, primeiro presidente da Assembleia do estado não-reconhecido de Donetsk.
Apesar de não ter sido permitido a sua candidatura às eleições de 2014, os comunistas elegeram deputados nas listas do partido República de Donetsk.